# Liste des ponts-canaux de France
Cet article recense les ponts-canaux de France.

## Liste
| Pont-canal                              | Commune                             | Département        | région                  | Fait passer                        | Franchit                      | Coordonnées                        | Photo |
| --------------------------------------- | ----------------------------------- | ------------------ | ----------------------- | ---------------------------------- | ----------------------------- | ---------------------------------- | ----- |
| Pont-canal de Chantemerle               | Vaux                                | Allier             | Auvergne-Rhône-Alpes    | Canal de Berry                     | Magieure                      | 46° 25′ 42″ nord, 2° 35′ 52″ est   |       |
| Pont-canal de Montbard                  | Montbard                            | Côte-d'Or          | Bourgogne-Franche-Comté | Canal de Bourgogne                 | Brenne                        | 47° 37′ 29″ nord, 4° 19′ 36″ est   |       |
| Pont-canal de Pont-d'Ouche              | Thorey-sur-Ouche                    | Côte-d'Or          | Bourgogne-Franche-Comté | Canal de Bourgogne                 | Ouche                         | 47° 10′ 03″ nord, 4° 42′ 03″ est   |       |
| Pont-canal d'Allenjoie                  | Allenjoie, Étupes                   | Doubs              | Bourgogne-Franche-Comté | Canal de la Haute-Saône            | Allan                         | 47° 31′ 23″ nord, 6° 52′ 50″ est   |       |
| Pont-canal de la Bourbince              | Digoin                              | Saône-et-Loire     | Bourgogne-Franche-Comté | Rigole de l'Arroux                 | Bourbince                     | 46° 29′ 19″ nord, 4° 00′ 59″ est   |       |
| Pont-canal de Digoin                    | Digoin                              | Saône-et-Loire     | Bourgogne-Franche-Comté | Canal latéral à la Loire           | Loire                         | 46° 28′ 39″ nord, 3° 58′ 50″ est   |       |
| Pont-canal du Boutoir                   | Brienon-sur-Armançon                | Yonne              | Bourgogne-Franche-Comté | Canal de Bourgogne                 | Créanton                      | 47° 59′ 01″ nord, 3° 37′ 30″ est   |       |
| Pont-canal de Saint-Florentin           | Saint-Florentin                     | Yonne              | Bourgogne-Franche-Comté | Canal de Bourgogne                 | Armance                       | 47° 59′ 46″ nord, 3° 43′ 45″ est   |       |
| Pont-canal de La Croix                  | Ainay-le-Vieil                      | Cher               | Centre-Val de Loire     | Canal de Berry                     | Cher                          | 46° 40′ 49″ nord, 2° 33′ 11″ est   |       |
| Pont-canal du Guétin                    | Cuffy                               | Cher               | Centre-Val de Loire     | Canal latéral à la Loire           | Allier                        | 46° 56′ 45″ nord, 3° 04′ 18″ est   |       |
| Pont-canal de la Queugne                | Épineuil-le-Fleuriel                | Cher               | Centre-Val de Loire     | Canal de Berry                     | Queugne                       | 46° 34′ 11″ nord, 2° 36′ 06″ est   |       |
| Pont-canal de La Tranchasse             | Colombiers                          | Cher               | Centre-Val de Loire     | Canal de Berry                     | Cher                          | 46° 40′ 49″ nord, 2° 33′ 11″ est   |       |
| Pont-canal sur la Sauldre               | Châtillon-sur-Cher, Selles-sur-Cher | Loir-et-Cher       | Centre-Val de Loire     | Canal de Berry                     | Sauldre                       | 47° 16′ 29″ nord, 1° 30′ 49″ est   |       |
| Pont-canal de Briare                    | Briare, Saint-Firmin-sur-Loire      | Loiret             | Centre-Val de Loire     | Canal latéral à la Loire           | Loire                         | 47° 37′ 55″ nord, 2° 44′ 13″ est   |       |
| Pont-canal de Barberey-Saint-Sulpice    | Barberey-Saint-Sulpice              | Aube               | Grand Est               | Canal de la Haute-Seine            | Seine                         | 48° 20′ 08″ nord, 4° 02′ 45″ est   |       |
| Pont-canal du Melda                     | Chauchigny                          | Aube               | Grand Est               | Canal de la Haute-Seine            | Melda                         | 48° 25′ 24″ nord, 3° 57′ 12″ est   |       |
| Pont-canal de la Thumenau               | Nordhouse                           | Bas-Rhin           | Grand Est               | Canal du Rhône au Rhin             | Canal d'alimentation de l'Ill | 48° 27′ 03″ N, 7° 42′ 32″ E        |       |
| Pont-canal de Bermont                   | Bermont                             | Haut-Rhin          | Grand Est               | Canal de la Haute-Saône            | Savoureuse                    | 47° 34′ 53″ nord, 6° 51′ 28″ est   |       |
| Pont-canal de Wolfersdorf               | Wolfersdorf                         | Haut-Rhin          | Grand Est               | Canal du Rhône au Rhin             | Largue                        | 47° 38′ 09″ nord, 7° 06′ 44″ est   |       |
| Pont-canal de Bologne                   | Bologne                             | Haute-Marne        | Grand Est               | Canal entre Champagne et Bourgogne | Marne                         | 48° 12′ 06″ nord, 5° 09′ 01″ est   |       |
| Pont-canal d'Éclaron                    | Éclaron-Braucourt-Sainte-Livière    | Haute-Marne        | Grand Est               | Canal de Wassy à Saint-Dizier      | Blaise                        | 48° 35′ 07″ nord, 4° 52′ 31″ est   |       |
| Pont-canal de Flavigny-sur-Moselle      | Flavigny-sur-Moselle                | Meurthe-et-Moselle | Grand Est               | Canal de l'Est                     | Moselle                       | 48° 34′ 03″ nord, 6° 12′ 22″ est   |       |
| Pont-canal de La Madeleine              | Laneuveville-devant-Nancy           | Meurthe-et-Moselle | Grand Est               | Canal de la Marne au Rhin          | Meurthe                       | 48° 38′ 37″ nord, 6° 16′ 17″ est   |       |
| Pont-canal de Troussey                  | Troussey                            | Meuse              | Grand Est               | Canal de la Marne au Rhin          | Meuse                         | 48° 42′ 31″ nord, 5° 40′ 56″ est   |       |
| Pont-canal de Hesse                     | Hesse                               | Moselle            | Grand Est               | Canal de la Marne au Rhin          | Sarre                         | 48° 41′ 46″ nord, 7° 01′ 31″ est   |       |
| Pont-canal de Sarralbe                  | Sarralbe                            | Moselle            | Grand Est               | Canal des houillères de la Sarre   | Albe                          | 48° 59′ 50″ nord, 7° 01′ 10″ est   |       |
| Pont-canal de Golbey                    | Golbey                              | Vosges             | Grand Est               | Embranchement d'Épinal             | Moselle                       | 48° 12′ 29″ nord, 6° 26′ 32″ est   |       |
| Pont-canal d'Abbécourt                  | Abbécourt, Bichancourt              | Aisne              | Hauts-de-France         | Canal de l'Oise à l'Aisne          | Oise                          | 49° 35′ 25″ nord, 3° 11′ 32″ est   |       |
| Pont-canal de Bourg-et-Comin            | Bourg-et-Comin                      | Aisne              | Hauts-de-France         | Canal de l'Oise à l'Aisne          | Aisne                         | 49° 23′ 32″ nord, 3° 39′ 03″ est   |       |
| Pont-canal d'Esbly                      | Esbly                               | Seine-et-Marne     | Île-de-France           | Canal de Meaux à Chalifert         | Grand Morin                   | 48° 54′ 01″ nord, 2° 49′ 08″ est   |       |
| Pont-canal de Néronville                | Château-Landon                      | Seine-et-Marne     | Île-de-France           | Canal du Loing                     | Fusain                        | 48° 09′ 20″ nord, 2° 44′ 30″ est   |       |
| Pont-canal de Carentan                  | Carentan-les-Marais                 | Manche             | Normandie               | Bassin à flot du port de Carentan  | Route nationale 13            | 49° 18′ 51″ nord, 1° 13′ 49″ ouest |       |
| Pont-canal de Saint-Capraise-de-Lalinde | Saint-Capraise-de-Lalinde           | Dordogne           | Nouvelle-Aquitaine      | Canal de Lalinde                   | Rue du Pont-Canal             | 44° 50′ 30″ nord, 0° 39′ 09″ est   |       |
| Pont-canal d'Agen                       | Agen, Le Passage                    | Lot-et-Garonne     | Nouvelle-Aquitaine      | Canal latéral à la Garonne         | Garonne                       | 44° 12′ 28″ nord, 0° 36′ 19″ est   |       |
| Pont-canal sur l'Avance                 | Marmande, Montpouillan              | Lot-et-Garonne     | Nouvelle-Aquitaine      | Canal latéral à la Garonne         | Avance                        | 44° 27′ 59″ nord, 0° 07′ 31″ est   |       |
| Pont-canal sur la Baïse                 | Feugarolles, Vianne                 | Lot-et-Garonne     | Nouvelle-Aquitaine      | Canal latéral à la Garonne         | Baïse                         | 44° 14′ 05″ nord, 0° 19′ 46″ est   |       |
| Pont-canal de l'Aiguille                | Puichéric                           | Aude               | Occitanie               | Canal du Midi                      | Rigole de l’Étang             | 43° 13′ 49″ nord, 2° 36′ 31″ est   |       |
| Pont-canal de l'Argent-Double           | La Redorte                          | Aude               | Occitanie               | Canal du Midi                      | Argent-Double                 | 43° 15′ 04″ nord, 2° 39′ 58″ est   |       |
| Pont-canal de Cesse                     | Mirepeisset                         | Aude               | Occitanie               | Canal du Midi                      | Cesse                         | 43° 16′ 48″ nord, 2° 54′ 55″ est   |       |
| Pont-canal d'Elfaix                     | Villesèquelande                     | Aude               | Occitanie               | Canal du Midi                      |                               | 43° 13′ 46″ nord, 2° 14′ 22″ est   |       |
| Pont-canal de l'Espitalet               | Sainte-Eulalie                      | Aude               | Occitanie               | Canal du Midi                      |                               | 43° 13′ 58″ nord, 2° 12′ 17″ est   |       |
| Pont-canal du Fresquel                  | Carcassonne                         | Aude               | Occitanie               | Canal du Midi                      | Fresquel                      | 43° 14′ 15″ nord, 2° 22′ 24″ est   |       |
| Pont-canal de Jouarres                  | Azille                              | Aude               | Occitanie               | Canal du Midi                      |                               | 43° 15′ 51″ nord, 2° 41′ 47″ est   |       |
| Pont-canal de Mezuran                   | Villepinte                          | Aude               | Occitanie               | Canal du Midi                      |                               | 43° 16′ 33″ nord, 2° 04′ 47″ est   |       |
| Pont-canal de l'Orbiel                  | Trèbes                              | Aude               | Occitanie               | Canal du Midi                      | Orbiel                        | 43° 12′ 53″ nord, 2° 26′ 21″ est   |       |
| Pont-canal de Rébenty                   | Alzonne                             | Aude               | Occitanie               | Canal du Midi                      | Ruisseau de Rébent            | 43° 14′ 39″ nord, 2° 09′ 21″ est   |       |
| Pont-canal du Répudre                   | Paraza                              | Aude               | Occitanie               | Canal du Midi                      | Répudre                       | 43° 15′ 16″ nord, 2° 50′ 24″ est   |       |
| Pont-canal du Rivassel                  | La Redorte                          | Aude               | Occitanie               | Canal du Midi                      | Ruisseau de Naval             | 43° 14′ 53″ nord, 2° 39′ 34″ est   |       |
| Pont-canal de Saume                     | Carcassonne                         | Aude               | Occitanie               | Canal du Midi                      |                               | 43° 13′ 34″ nord, 2° 18′ 48″ est   |       |
| Pont-canal de Sauzens                   | Villesèquelande                     | Aude               | Occitanie               | Canal du Midi                      |                               | 43° 14′ 16″ nord, 2° 15′ 06″ est   |       |
| Pont-canal de Tréboul                   | Lasbordes                           | Aude               | Occitanie               | Canal du Midi                      | Ruisseau de Tréboul           | 43° 16′ 51″ nord, 2° 02′ 54″ est   |       |
| Pont-canal de Vasague                   | Montferrand                         | Aude               | Occitanie               | Canal du Midi                      | Fresquel                      | 43° 20′ 52″ nord, 1° 49′ 16″ est   |       |
| Pont-canal d'Ayguesvives                | Ayguesvives                         | Haute-Garonne      | Occitanie               | Canal du Midi                      | Ru Amadou                     | 43° 26′ 43″ nord, 1° 36′ 10″ est   |       |
| Pont-canal d'Encons                     | Montesquieu-Lauragais               | Haute-Garonne      | Occitanie               | Canal du Midi                      | Ruisseau des Maïs             | 43° 26′ 01″ nord, 1° 37′ 09″ est   |       |
| Pont-canal de Gardouch                  | Gardouch                            | Haute-Garonne      | Occitanie               | Canal du Midi                      | Gardijol                      | 43° 23′ 37″ nord, 1° 41′ 16″ est   |       |
| Pont-canal des Herbettes                | Toulouse                            | Haute-Garonne      | Occitanie               | Canal du Midi                      | Périphérique de Toulouse      | 43° 34′ 27″ nord, 1° 28′ 10″ est   |       |
| Pont-canal de l'Hers                    | Villefranche-de-Lauragais           | Haute-Garonne      | Occitanie               | Canal du Midi                      | Hers-Mort                     | 43° 23′ 37″ nord, 1° 41′ 16″ est   |       |
| Aqueduc de la Joncasse                  | Deyme                               | Haute-Garonne      | Occitanie               | Canal du Midi                      | Ruisseau de la Joncasse       | 43° 29′ 18″ nord, 1° 32′ 38″ est   |       |
| Pont-canal de Madron                    | Auzeville-Tolosane                  | Haute-Garonne      | Occitanie               | Canal du Midi                      |                               | 43° 32′ 19″ nord, 1° 29′ 35″ est   |       |
| Pont-canal de Négra                     | Montesquieu-Lauragais               | Haute-Garonne      | Occitanie               | Canal du Midi                      | Thésauque                     | 43° 25′ 05″ nord, 1° 38′ 29″ est   |       |
| Pont-canal de Nostreseigné              | Montgiscard                         | Haute-Garonne      | Occitanie               | Canal du Midi                      | Ruisseau de Nostre Seigne     | 43° 27′ 20″ nord, 1° 35′ 25″ est   |       |
| Pont-canal de Radel                     | Avignonet-Lauragais                 | Haute-Garonne      | Occitanie               | Canal du Midi                      | Ruisseau des Brougues         | 43° 21′ 45″ nord, 1° 46′ 31″ est   |       |
| Pont-canal de Rieumory                  | Péchabou                            | Haute-Garonne      | Occitanie               | Canal du Midi                      | Ruisseau de Maury             | 43° 30′ 15″ nord, 1° 31′ 25″ est   |       |
| Pont-canal de l'Ognon                   | Olonzac                             | Hérault            | Occitanie               | Canal du Midi                      | Ognon                         | 43° 16′ 11″ nord, 2° 44′ 21″ est   |       |
| Pont-canal de l'Orb                     | Béziers                             | Hérault            | Occitanie               | Canal du Midi                      | Orb                           | 43° 20′ 04″ nord, 3° 12′ 46″ est   |       |
| Pont-canal du Cacor                     | Moissac                             | Tarn-et-Garonne    | Occitanie               | Canal latéral à la Garonne         | Tarn                          | 44° 05′ 29″ nord, 1° 06′ 08″ est   |       |

## Anciens ponts-canaux
- Pont-canal de Liverdun, canal de la Marne au Rhin, maçonnerie
- Pont-canal de Moeslains, canal de Wassy à Saint-Dizier, acier